# Belomorți, Tărgoviște
Belomorți (în bulgară Беломорци) este un sat în comuna Omurtag, regiunea Tărgoviște,  Bulgaria. 

## Demografie
Componența etnică a satului Belomorți
     Bulgari (4,38%)
     Nicio identificare (38,33%)
     Romi (52,07%)
     Turci (5,19%)
La recensământul din 2011, populația satului Belomorți era de 866 locuitori. Din punct de vedere etnic, majoritatea locuitorilor (52,07%) erau romi, existând și minorități de turci (5,19%) și bulgari (4,38%). Pentru 38,33% din locuitori nu este cunoscută apartenența etnică.